# Джуринський район
Джу́ринський райо́н — колишній район Могилівської і Вінницької округ, Вінницької області.

## Історія
Утворений 7 березня 1923 року з центром у Джурині в складі Могилівської округи Подільської губернії.
1 липня 1930 року після розформування Могилівської округи приєднаний до Вінницької округи.
15 вересня 1930 року ліквідований з віднесенням території до складу Шаргородського району.
20 березня 1946 року утворений знову в складі Вінницької області. До складу району ввійшли сільради: Ворошилівська, Голинчинецька, Деребчинська, Джуринська Перша, Джуринська Друга, Довжанська, Калитинська, Малодеребчинська, Писарівська, Покутинська, Політанська, Рекечинецька, Садковецька, Сапіжанська, Семенівська, Хоменківська зі складу Шаргородського району, Лопатинецька зі складу Тиврівського району, Попелівська і Стрільницька зі складу Шпиківського району.
7 вересня 1946 ліквідована Джуринська Друга сільська рада, територія передана до складу Джуринської Першої сільської ради, яку назвали Джуринською.
Ліквідований 10 вересня 1959 року з віднесенням території до складу Шаргородського району.

## Родинна колиска - Джурин
Про історію існування Джуринського району, помітні події, пов’язані з цим, оповіді про людей, які трудилися там, створюючи загальний добробут, широко розповідається в історико-документальній книзі журналіста, публіциста, політолога і письменника Олександра Горобця «Родинна колиска – Джурин», який свого часу народився і виріс у Джурині. Книга видана автором 2008 року за сприяння щедрого спонсора, уродження цього ж села, нині знаного одеського бізнесмена Ігоря Нечіпайла. Нині цей твір є практично в кожній культурній сім’ї, родині населеного пункту.
Твір розповідає, чому в Джурині, до прикладу, було аж дві сільських ради. Виявляється, одна обліковувала громадян української і інших національностей, а інша – винятково юдеїв.
У творі багато історичних даних, різноманітних досліджень, які стосуються і безпосередньо часів існування Джуринського району. Є розповіді про людей, які там мешкали в пору існування такої управлінської структури, займали керівні пости в системі влади. Як приміром, головний лікар В. Смалюх, голови райвиконкому Марченко, Слічний, Журавльов, директор комбінату стінових матеріалів Боднар та багато інших.

## Під рясними вишнями Подолії
```
2019
 року, на кошти Вінницького 
обласного бюджету
, видано 
есею
 письменника Олександра Горобця «Під рясними вишнями». Це – історико-публіцистична і глибоко людинознавча розповідь на продовження попередньої книги цього ж 
автора
 «Родинна колиска – Джурин». Щоправда, оповіді в ній стосуються не лише подій села Джурина, колишнього райцентру, а й інших населених пунктів південного 
Поділля
. 
Літератор
, зокрема, повідує нам про те, як проводив свої молоді літа в цих краях майбутній письменник 
Михайло Коцюбинський
 – він свого часу вчителював у селі 
Лопатинці
 (Джуринськи район). О. Горобець на сторінках твору робить унікальне відкриття: з фактами в руках доводить, що світовий 
класик
 англійської літератури, поляк за позодженням 
Джозеф Конрад
 (Теодор Юзеф Конрад Коженьовський) насправді народився за два кільметри від Джурина, у селі 
Мала Деребчинка
 колишнього Джуринського району, а не десь під Бердичевом, як повідомляють підручники… До речі, в якому саме населеному пункті зарита пуповина Джозефа Конрада - офіційна 
історіографія
 встановити не може й до нині...
```

З Джурином і однойменним районом пов’язана доля відомого українського письменника Миколи Рябого, який працював гірничим майстром з видобутку каменю-вапняка в місцевому підземному кар’єрі. Один з його романів «Берег» відтворює атмосферу життя повоєнного села,  людських стосунків у трудовому колективі, колишньому райцентрі. Твір удостоєний однією з високих літературних премій України. 
Книга Олександра Горобця "Під рясними вишнями" знайомить і з родиною місцевих лікарів Кутаф’євих: матір’ю – Євгенією Миронівною і її сином Віктором Борисовичем, які впродовж багатьох десятиліть були знаменитими терапевтами і уважно вислуховували серця практично всіх жителів колишнього Джуринського району. З особливою повагою подано тут  і розповідь про родину джуринянина, полковника міліції Миколи Горобця, в якій всі дорослі – медики. Два його сини хірурги, один з яких – кандидат медичних наук, військовий медик, дружина глави сім'ї Наталія Іванівна і дві невістки – науковці-викладачі Київського Національного медичного унверситету імені О. Богомольця.

## За сто літ повернулися Синьожупанники
Як відгомін далеких подій у колишньому Джуринському районі, з’явився нещодавно (відповідно до рішення Верховної Ради України від 16 травня 2016 р.) неподалік колишнього райцентру новий... населений пункт – селище (так офіційно називається древній хутір) Синьожупанники. Одне слово, декомунізація  докотилася і до хутора Петровського, що загубився поміж лісами і подільськими садами. Тут тепер менше півсотні домогосподарств, мешкає не більше вісімдесяти осіб. Як же ж цим пов'язані синьожупанники?
Понад сто літ тому за кордоном, у Німеччині революційною організацією українців «Союз визволення України» (СВУ) (першим його лідером був  націоналіст Дмитро Донцов), було сформувано шеститисячну дивізію  з вояків, які потрапили у полон  під час Першої світової війни  і перебували в таборах військовополоненних. Вони стали під українські національні прапори, зголосившись боротися зі зброєю в руках за незалежну  і суверенну  Україну. А синьожупанниками це військо називалося тому, що на побажання командування українсько дивізії Німеччина пошила для їхнього війська форму із синього сукна. (До речі, була тоді ж сформована і дивізія біложупанників, але з бранців, які утримувалися в таборах військовополоненних Австрії).
```
Командував дивізією синьожупанників теж колишній полоненник, 
герой
  
російсько-японської війни
, генерал Віктор Зелінський. 
1938
  року, у Берліні, він видав книгу спогадів про свої бойові походи, яка так і називалася «Синьожупанники». В ній викладена детальна розповідь про шлях дивізії. Окремий полк її, з’єднавшись із бойовими порядками 
Української Галицької армії
, вів активні бойові дії з більшовиками побіля станцій Журавлівка, Вапнярка. Якось уночі санітарний 
обоз
  синьожупанників прибув на невеличкий 
хітір
  біля села 
Голинченці
  
Ямпільського повіту
  (згодом це буде територією Джуринського району). Люди розібрали по домівках скалічених вояків-українців. Ось, власне, чому колишній хутір, у радянські часи найменований на честь сталінського старапа Г. Петровського, перейменували на Синьожупанники.
[
8
]
```